# Defensiv
Defensiv är begrepp inom krigföring som innebär att försöka förutsäga och förekomma fiendens agerande genom passiva motåtgärder. Syftet är att behålla sin styrka genom göra motpartens offensiva åtgärder så ineffektiva som möjligt. Defensiva åtgärder kan avskräcka en potentiell fiende genom att redan på förhand få denne att inse att ett anfall inte har några utsikter att lyckas eller kommer att bli alltför dyrbart.
Defensiv krigföring är inte samma sak som försvar eftersom försvar även innefattar offensivt agerande för att hindra fiende från att nå sina mål.
Begreppet defensiv används idag även inom andra sammanhang, till exempel, inom lagsport för att försöka förutsäga och förekomma motståndarens agerande.